# Sassafras tzumu
Sassafras tzumu là loài thực vật có hoa trong họ Nguyệt quế. Loài này được William Hemsley miêu tả khoa học đầu tiên năm 1891 dưới danh pháp Lindera tzumu.

## Phân bố
Loài bản địa Trung Quốc, tìm thấy tại các tỉnh An Huy, Phúc Kiến, Quảng Đông, Quảng Tây, Quý Châu, Hồ Bắc, Hồ Nam, Giang Tô, Tứ Xuyên, Vân Nam, Chiết Giang. Nó mọc trong các kiểu môi trường sống rừng thưa hoặc rừng rậm, ở cao độ 100–1.900 mét (330–6.230 ft).

## Mô tả
Sassafras tzumu là cây gỗ lá sớm rụng, có thể cao đến 35 mét (115 ft). Gỗ nứt theo chiều dọc có màu vàng-lụcyellow-green, nhưng thay đổi thành xám hoặc nâu khi cây trưởng thành. Sự phân cành là kiểu gốc ghép. Lá mọc so le, màu lục xám, dạng trứng hay trứng ngược, dài 9–18 cm và rộng 6–10 cm với cuống lá mỏng màu hung đỏ, dài 2–7 cm. Lá 2-3 thùy. Hoa màu vàng, đường kính khoảng 4 mm. Quả màu lam-đen với lớp phấn màu trắng. Một tài liệu cổ thông báo cây cao đến 100 m (330 ft), nhưng không được các tài liệu hiện đại chứng thực.
S. tzumu và loài bản địa Đài Loan S. randaiense khác loài còn sinh tồn ở Bắc Mỹ là S. albidum ở chỗ chúng có thể có cả các hoa đực với 3 nhị lép và 1 nhụy thô sơ và các hoa cái với 12 nhị lép trên cùng một cây, trong khi loài Bắc Mỹ là đơn tính khác gốc (mỗi cây riêng lẻ hoặc là cây với các hoa đực hoặc là cây với các hoa cái mà thôi). Các dữ liệu phân tử cũng hỗ trợ một số khác biệt giữa các loài Trung Quốc và Bắc Mỹ. Giống như S. albidum, các lá của S. tzumu có thể có 2 hoặc 3 thùy, nhưng lá với 3 thùy xuất hiện thường xuyên hơn ở S. tzumu và là hiếm thấy hơn ở S. albidum.

## Sử dụng
Vỏ cây S. tzumu mịn hạt, bền, màu vàng. Gỗ được sử dụng trong đóng tàu thuyền và đồ gỗ nội thất, nhờ độ bền của nó. Nó cũng được sử dụng cho mục đích y học để điều trị phong thấp và chấn thương.